# Inclán – Mezquita Al Ahmad
Inclán – stacja metra w Buenos Aires, na linii H. Znajduje się za stacją Caseros, a stacją Humberto I. Stacja została otwarta 31 maja 2007.